# Erste Liga 2012-2013
La Erste Liga 2012-2013 (ufficialmente "Heute für Morgen" Erste Liga) è la 39ª edizione del campionato di calcio austriaco di seconda divisione.
La stagione è iniziata il 20 luglio 2012 e terminata il 24 maggio 2013; la pausa invernale, iniziata il 30 novembre 2012, si è conclusa il 1º marzo 2013.
La prima giornata si è disputata venerdì 20 luglio 2012, confermando quanto già adottato nelle ultime stagioni, con le gare di Erste Liga il venerdì e quelle di Bundesliga "spalmate" tra sabato e domenica.
Il Wolfsberger è la squadra campione in carica e promossa in Bundesliga, il Kapfenberger la retrocessa dalla Bundesliga, lo Horn la neopromossa dalla Regionalliga.
L'Austria Lustenau ha concluso in testa la prima parte del torneo, ottenendo il platonico titolo di campione d'inverno. Nella seconda fase della stagione, tuttavia, i bianco-verdi cedono alla distanza il primato al Grödig, che ottiene la prima promozione della sua storia in massima serie, vincendo 2-1 lo scontro diretto il 3 maggio 2013.
Il Lustenau retrocede direttamente in Regionalliga per rinuncia allo status professionista. Alla luce di questo fatto, la squadra ultima classificata (il Blau-Weiß Linz) non è retrocessa in Regionalliga, ma ha disputato lo spareggio contro il Parndorf, vincitore della Regionalliga Ost, perdendo e scendendo di categoria.

## Regolamento
Le squadre si affrontano in un doppio girone di andata e ritorno, per un totale di 36 giornate.
La squadra campione verrà promossa in Bundesliga per la stagione 2013-2014.
La penultima classificata disputerà gli spareggi con le vincitrici dei tre gruppi di Regionalliga. L'ultima classificata retrocede direttamente in Regionalliga.

## Squadre partecipanti
| Club             | Città        | Stadio       | Stagione 2011-2012                               |
| ---------------- | ------------ | ------------ | ------------------------------------------------ |
| Altach           | Altach       | Schnabelholz | 2º posto in Erste Liga                           |
| Austria Lustenau | Lustenau     | Reichshof    | 4º posto in Erste Liga                           |
| Blau-Weiß Linz   | Linz         | Linzer       | 6º posto in Erste Liga                           |
| First Vienna     | Vienna       | Hohe Warte   | 8º posto in Erste Liga                           |
| Grödig           | Grödig       | Untersberg   | 7º posto in Erste Liga                           |
| Hartberg         | Hartberg     | Hartberg     | 10º posto in Erste Liga vincitore spareggio      |
| Horn             | Horn         | Horn         | 1º posto in Regionalliga Ost vincitore spareggio |
| Kapfenberger     | Kapfenberg   | Franz Fekete | 10º posto in Bundesliga                          |
| Lustenau 07      | Lustenau     | Reichshof    | 9º posto in Erste Liga                           |
| St. Pölten       | Sankt Pölten | NV Arena     | 5º posto in Erste Liga                           |

## Classifica
|  | Pos. | Squadra          | Pt | G  | V  | N  | P  | GF | GS | DR  |
|  | ---- | ---------------- | -- | -- | -- | -- | -- | -- | -- | --- |
|  | 1.   | Grödig           | 75 | 36 | 23 | 6  | 7  | 71 | 30 | +41 |
|  | 2.   | Altach           | 65 | 36 | 19 | 8  | 9  | 57 | 39 | +18 |
|  | 3.   | Austria Lustenau | 61 | 36 | 18 | 7  | 11 | 60 | 39 | +21 |
|  | 4.   | St. Pölten       | 54 | 36 | 14 | 12 | 10 | 65 | 60 | +5  |
|  | 5.   | Kapfenberger     | 53 | 36 | 14 | 11 | 11 | 56 | 50 | +6  |
|  | 6.   | Horn             | 46 | 36 | 13 | 7  | 16 | 50 | 55 | -5  |
|  | 7.   | First Vienna     | 46 | 36 | 13 | 7  | 16 | 48 | 64 | -16 |
|  | 8.   | Lustenau 07      | 38 | 36 | 10 | 8  | 18 | 44 | 66 | -22 |
|  | 9.   | Hartberg         | 33 | 36 | 8  | 9  | 19 | 35 | 54 | -19 |
|  | 10.  | Blau-Weiß Linz   | 26 | 36 | 5  | 11 | 20 | 38 | 67 | -29 |

Legenda:

      Promossa in Bundesliga 2013-2014

      Ammessa allo spareggio promozione-retrocessione

      Retrocessa in Regionalliga 2013-2014

## Verdetti
- Grödig promosso in Bundesliga 2013-2014.
- Lustenau 07 retrocesso in Regionalliga 2013-2014.
- Blau-Weiß Linz agli spareggi promozione/retrocessione.

## Spareggi promozione/retrocessione

### Spareggio Regionalliga West/Regionalliga Mitte
|           | Risultati |           | Luogo e data                   |  |
| --------- | --------- | --------- | ------------------------------ |  |
| Liefering | 2 - 0     | LASK      | Wals-Siezenheim, 3 giugno 2013 |  |
| LASK      | 0 - 3     | Liefering | Linz, 6 giugno 2013            |  |

### Spareggio Erste Liga/Regionalliga Ost
|                | Risultati |                | Luogo e data            |  |
| -------------- | --------- | -------------- | ----------------------- |  |
| Parndorf       | 2 - 1     | Blau-Weiß Linz | Parndorf, 3 giugno 2013 |  |
| Blau-Weiß Linz | 0 - 1     | Parndorf       | Linz, 7 giugno 2013     |  |

## Statistiche e record

### Classifica marcatori
Aggiornata al 24 maggio 2013.
| Gol |  |  | Giocatore          | Squadra          |
| --- |  |  | ------------------ | ---------------- |
| 18  |  |  | Johannes Aigner    | Altach           |
| 17  |  |  | David Witteveen    | Grödig           |
| 13  |  |  | Thiago             | Austria Lustenau |
| 12  |  |  | Thomas Salamon     | Grödig           |
| 11  |  |  | Philipp Zulechner  | Horn             |
| 11  |  |  | Miroslav Milošević | Horn             |
| 10  |  |  | Sandro Gotal       | Horn             |
| 10  |  |  | Furkan Aydogdu     | Lustenau 07      |
| 10  |  |  | Louis Ngwat-Mahop  | Altach           |